# Eileen Coparropa
Eileen Marie Coparropa Alemán (31 de marzo de 1981) es una joven profesional panameña, considerada la máxima figura de la natación nacional. De 1994 a 2001 implantó once récord regionales en la distancia de 50 y 100 metros estilo libre convirtiéndose en la "Reina de la Velocidad" en las áreas de Centroamérica y el Caribe, Sudamérica y Bolivariana. Ha sido la primera panameña en ganar medallas en los Juegos Panamericanos después de sesenta años y por dos juegos consecutivos: en los 50 metros libres en 1999 y en 2003, ganando medalla de plata y bronce respectivamente. De igual manera fue la primera mujer panameña en ganar dos medallas de oro en Juegos Centroamericanos y del Caribe de 1998 y 2002. Representó a Panamá y fue abanderada en tres Juegos Olímpicos consecutivos: Atlanta 1996, Sídney 2000 y Atenas 2004.

## Juegos Panamericanos
En 1999, con 17 años, Eileen participó en los XIII Juegos Panamericanos celebrados en  en Winnipeg, Canadá, en los 50 metros libres,  en donde logró una histórica medalla de plata, primera en la historia de la natación panameña en estos juegos y registrando su mejor marca personal hasta ese momento: 25.78 segundos.  La medalla de oro la obtuvo la estadounidense Tammie Spatz con tiempo de 25.50 segundos.
En el año 2003, en los Juegos Panamericanos celebrados en Santo Domingo, República Dominicana ganó medalla de bronce en los 50 metros estilo libre con un tiempo de 25.62 segundos.  Fue superada por la estadounidense Kara Lynn Joyce que se llevó la medalla de oro con un tiempo de 25.24 segundos y la medalla de plata correspondió a la brasileña Flavia Delaroli con tiempo de 25.44 segundos.

## Juegos Centroamericanos y del Caribe
En los Juegos Centroamericanos y del Caribe de 1998 celebrados en Maracaibo, Venezuela ganó dos medallas de oro en los 50 y 100 metros libre. En los 100 metros estilo libre con un tiempo de 57.60 segundos, implantó una nueva marca regional y derribó la marca previa de 57.93 segundos establecida por la costarricense Silvia Poll, en los Juegos Centroamericanos y del Caribe de 1986 en República Dominicana.  En esta competencia, la cubana Deborah Figueroa obtuvo medalla de plata con 58,47 segundos y la mexicana Erendira Villegas consiguió de bronce con 58,71. En los 50 metros libre, ganó medalla de oro con tiempo de 26.12 segundos. Desde 1946, hacía 52 años que una nadadora panameña no ganaba medalla alguna en estos eventos.
En el 2002, con 21 años, Eileen Coparropa compitió en las pruebas de 50 y 100 metros libres  en los Juegos Centroamericanos y del Caribe en El Salvador, ganando medalla de oro e implantando nuevos récord en ambas: en los 50 metros libres con tiempo de 25.68 segundos, y en los 100 metros libres con tiempo de 56.58 segundos, fulminando su propio récord de 57.60 segundos impuesto en los Juegos de Maracaibo en 1998 y la Marca Nacional que también ostentaba en esta categoría.  Por su hazaña, fue seleccionada por la Confederación Centroamericana y del Caribe de Natación como la nadadora de mejor nivel técnico. En esta competencia, la venezolana Arlene Semeco llegó en segundo lugar con tiempo de 57.87 segundos para llevarse la medalla de plata y la jamaiquina Angela Chuck se llevó la de bronce con un tiempo de 58.91.

## Participación en Juegos Olímpicos

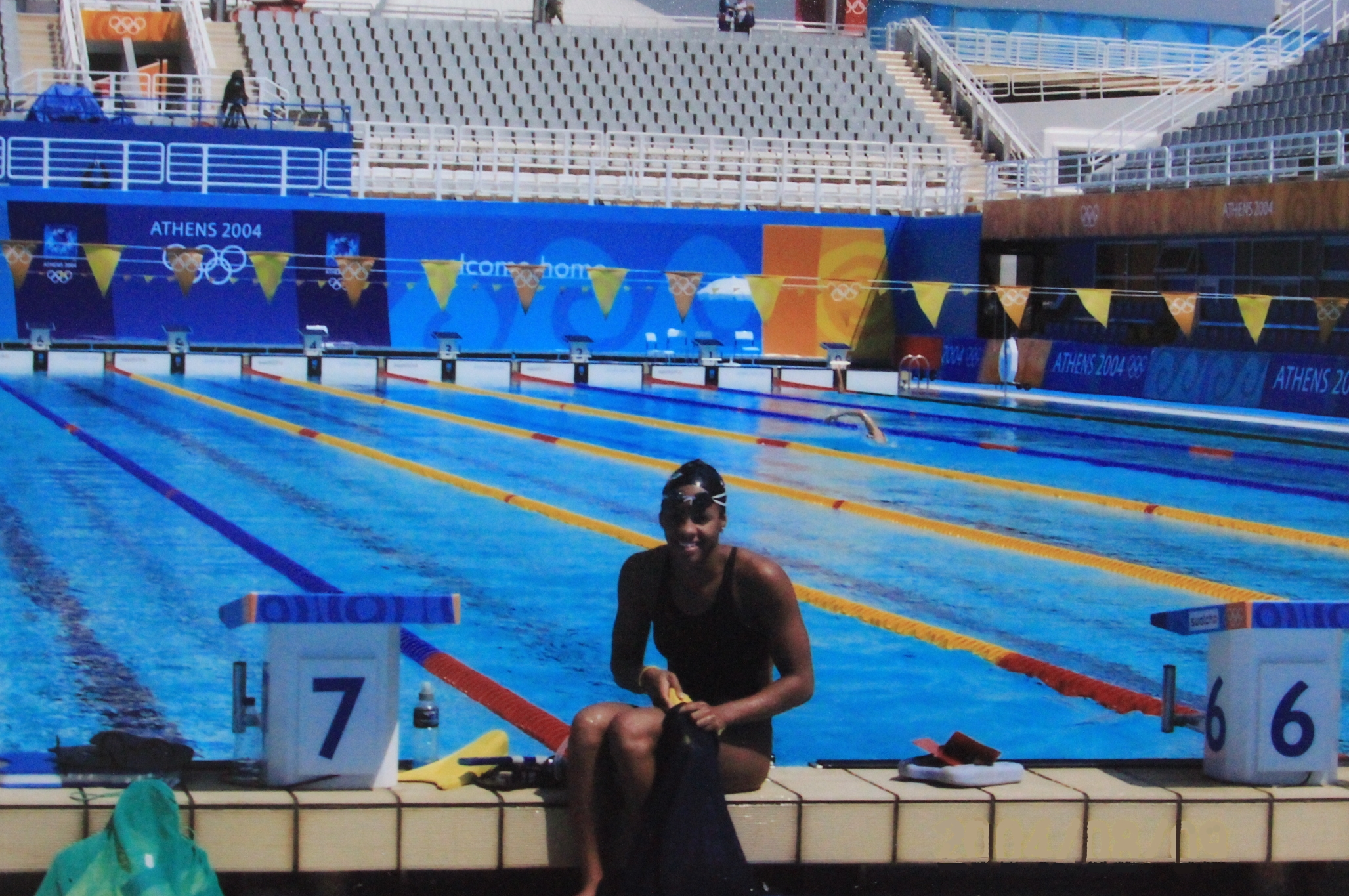
Eileen Coparropa en la piscina en las Olimpiadas de Atenas 2004

### Atenas 2004
Compitió en la prueba de 50 metros libres en donde clasificó a la semifinal de esta prueba con tiempo de 25.57 segundos.  Luego compitió para clasificar a la final y marcó un tiempo de 25.37 segundos, quedando número 13 entre las mejores nadadoras del mundo e implantando una nueva Marca Nacional en los 50 metros libres. Aunque no logró pasar a la final, este logro la convirtió en la panameña que más cerca ha estado de una medalla olímpica en la disciplina de natación, incluyendo hombres y mujeres.

### Sídney 2000
Participó en la categoría de 50 metros libres.  Nadó en la novena prueba de la serie eliminatoria y arribó en séptimo lugar en su serie con un registro de 26.19 segundos, tiempo por encima de su mejor registro que era de 25.78 segundos.  Su desempeño no fue suficiente para clasificar a la semifinal de esta disciplina. En la clasificación general, Eileen se ubicó en el puesto 27 entre un total de 73 competidoras.
En declaraciones a un diario local, Eileen Coparropa opina sobre su actuación: ‘‘Estaba preparada mental y físicamente para batir, al menos, mi marca. Así es la competición, por lo que hay que extraer las consecuencias positivas’’.

### Atlanta 1996
Participó en la prueba clasificatoria de los 50 metros libres en donde llegó en la segunda posición con un tiempo de 26.67 segundos, lo cual no fue suficiente para clasificar a la semifinal de esta competencia.

## Otras competencias
- En 1997 ganó con récords, dos medallas de oro en los Juegos Bolivarianos de Arequipa, Perú.[12]

- En los VII Juegos Deportivos Centroamericanos en Guatemala ganó medalla de oro en la distancia de 100 Libres con tiempo de 57.79 segundos  e implantó un nuevo récord centroamericano. El récord anterior pertenecía a Ana Fortín de Honduras desde 1992 con 59.20 segundos.[13]

- En 2002, en los Campeonatos Nacionales de Verano de Estados Unidos en Seattle, Washington, alcanzó la medalla de bronce con un tiempo de 25.70 segundos en los 50 metros libres, para mejorar su mejor marca personal hasta ese momento y un nuevo récord nacional de Panamá en la distancia.[13]

- Primera atleta panameña en obtener 11 títulos "All American" en los Estados Unidos en los años 2001-2002.[1]

- Participó en el Séptimo Mundial de Natación de Piscina Corta que se realizó en Indianápolis en el año 2004, quedando en cuarto lugar en los 50 metros libre.[14]

## Vida personal

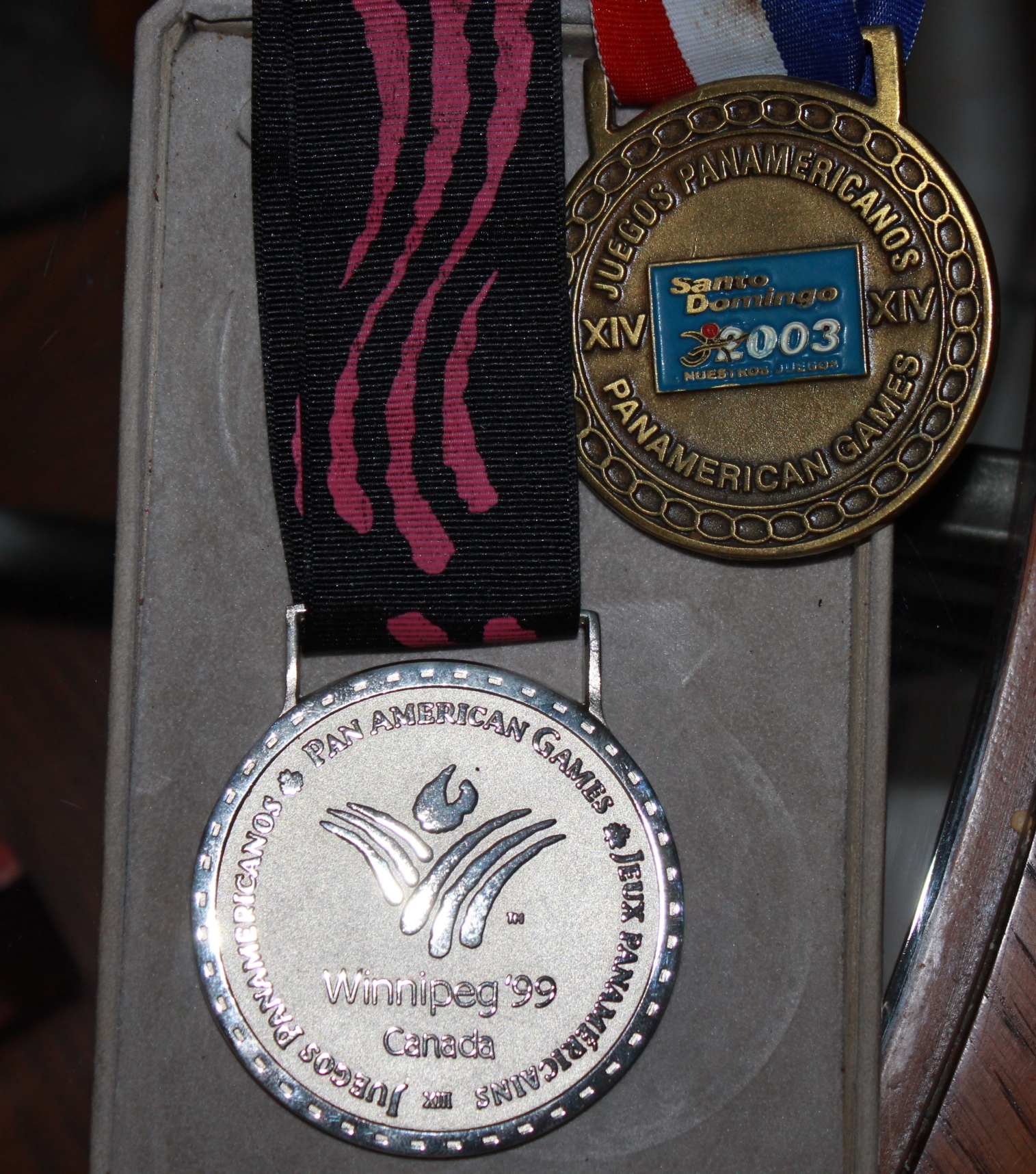
Medallas de Eileen Coparropa en los Juegos Panamericanos.

Es la mayor de dos hijas en el hogar formado por Pedro Coparropa y Guadalupe Alemán de Coparropa e inició su carrera como nadadora a la corta edad de siete años.
En 2004 se gradúa con honores en la Licenciatura en Negocios Internacionales con Especialización en Mercadeo en la Universidad de Auburn en Alabama, Estados Unidos. Posee además una Licenciatura en Logística de la misma universidad.
Por sus logros como deportista y profesional es considerada un ejemplo para la juventud panameña y como tal ha sido convocada para innumerables conferencias y charlas a jóvenes en temas como drogadicción y embarazos prematuros, entre otros. De igual manera ha brindado servicios comunitarios en entidades caritativas como el Hogar Malambo y el Hogar Luisa McGrath.
Se convirtió en mamá en el año 2011 al dar a luz a su primer niño el 20 de mayo de 2011. y su segundo niño el 15 de agosto de 2013.  Actualmente vive en Seattle Washington y trabaja como directora de supply chain para una multinacional de café.  
Los logros de Eileen Coparropa son aún más significativos en un país donde las facilidades para entrenar a deportistas de alto rendimiento en la disciplina de natación son nulas y en donde el apoyo gubernamental es igual de escaso.  Con el apoyo económico de sus padres y familiares y la tenacidad de la propia Eileen que muchas veces tuvo que ir medallas en mano, a tocar puertas para solicitar apoyo para costear los gastos de sus entrenamientos en el exterior, pudo lograr sus objetivos.

## Logros
- Primera y única deportista panameña en ser abanderada en tres Juegos Olímpicos: Atlanta 1996, Sídney 2000 y Atenas 2004.[2]

- Primera nadadora panameña en estar clasificada entre las 15 mujeres más rápidas del mundo por la Federación Internacional de Natación (FINA). Años 2000 al 2004.[18]

- Primera mujer panameña en hablar en la sede de la Organización de las Naciones Unidas (ONU) a la corta edad de 14 años en el Congreso Internacional de la Juventud y la embajadora más joven en misión oficial de la República de Panamá designada por el Ministerio de Relaciones Exteriores. 1995.[1]

## Reconocimientos
- Nombrada por seis años consecutivos como Mejor Atleta Femenina del Año en Panamá: de 1997 a 2003.[19]

- En el año 2000, fue condecorada por el Gobierno Nacional con la Orden Manuel Amador Guerrero en el Grado de Gran Comendador.[20]

- En 2002 recibe la Orden Manuel Roy, Honor al Mérito, otorgada por el Instituto Nacional de Deportes.[21]

- Condecoración por parte de la Asamblea Nacional de la orden Justo Arosemena por sus logros en la natación a nivel internacional.  2003.[22]

- En el año 2003 la Asamblea Nacional crea la Ley n.º 47 del 6 de junio de 2003, mediante la cual se denomina Eileen Marie Coparropa Alemán a la Piscina Patria.

- En el año 2007 la Asamblea Nacional de Panamá crea la Ley 32 del 18 de julio, por medio de la cual se crea la Orden a la Natación Eileen Coparropa en reconocimiento a niños y jóvenes que en la disciplina de natación, son ejemplos como deportistas y personas.

- Designada como Embajadora Deportiva por el Gobierno de Panamá en 2007, en reconocimiento a sus triunfos internacionales, en los 50 y 100 metros libres, y a su trayectoria como deportista olímpica.[23]

- Elegida para portar la antorcha en los IX Juegos Deportivos Centroamericanos  celebrados en Panamá en el año 2010.[24]